# Potto (North Yorkshire)
Potto is een civil parish in het bestuurlijke gebied Hambleton, in het Engelse graafschap North Yorkshire.